# Цена
Цене су новчани израз номиналних односа понуде и тражње. Цене су истовремено и микроекономска и макроекономска категорија. Кроз продајну или набавну тржишну цену мери се и одмерава успешност или неуспешност менаџерских потеза или одлука. Појмовно одређење цене, одувек је био компликован теоријско-методолошки проблем. У том погледу, настале су бројне економске теорије.
Теорија радне вредности - према њој цена сваке робе примарно је одређена квантитетом и квалитетом утрошеног минулог и живог рада, објективно утрошених фактора производње (капитала и рада) у њеном стварању, тј. самом вредношћу робе. Између цене и вредности робе не постоји унапред дата подударност. Посредством тржишног механизма долази до сталног већег или мањег одступања цена од вредности. Таква размена назива се нееквивалентна размена.
Теорија маргиналне (граничне) корисности- према њој вредност и цену дате робе не одређују објективно утрошени фактори производње него субјективно вредновање од стране потрошача. Они ће мање вредновати робу које има у изобиљу од робе у којој се оскудева. Такво потрошачко вредновање аутоматски се преноси на висину текућих тржишних цена таквих роба.
Синтеза теорије вредности и корисности- према њој цена неке робе истовремено зависи и од величине трошкова фактора производње (капитала и рада) насталих у процесу њеног стварања, као и од њене стварне граничне корисности.